# Elmínia cuablanca
L'elmínia cuablanca (Elminia albonotata) és una espècie d'ocell de la família dels estenostírids (Stenostiridae).

## Hàbitat i distribució
Habita els boscos de les muntanyes del nord-est est i sud-est de la República Democràtica del Congo, sud d'Etiòpia, sud d'Uganda i oest i centre de Kenya, cap al sud, a través de Ruanda, Burundi, Tanzània, nord-est de Zàmbia i Malawi fins l'est de Zimbabwe i adjacent sud-oest de Moçambic.